# 松迪布島
松迪布島（孟加拉語： Shondip），亦譯作松迪威帕島、桑德威普島，是孟加拉國的一座島嶼，位於梅克納河河口，為恆河三角洲最東部的島嶼。松迪布島屬於吉大港專區吉大港縣松迪威帕烏帕齊拉，與吉大港專區的陸地部分以松迪布水道（Sandwip Channel）相隔。全島長約40公里，寬5-15公里，土壤肥沃，但常受洪水侵襲。2012年，該島人口約有334420人

## 歷史

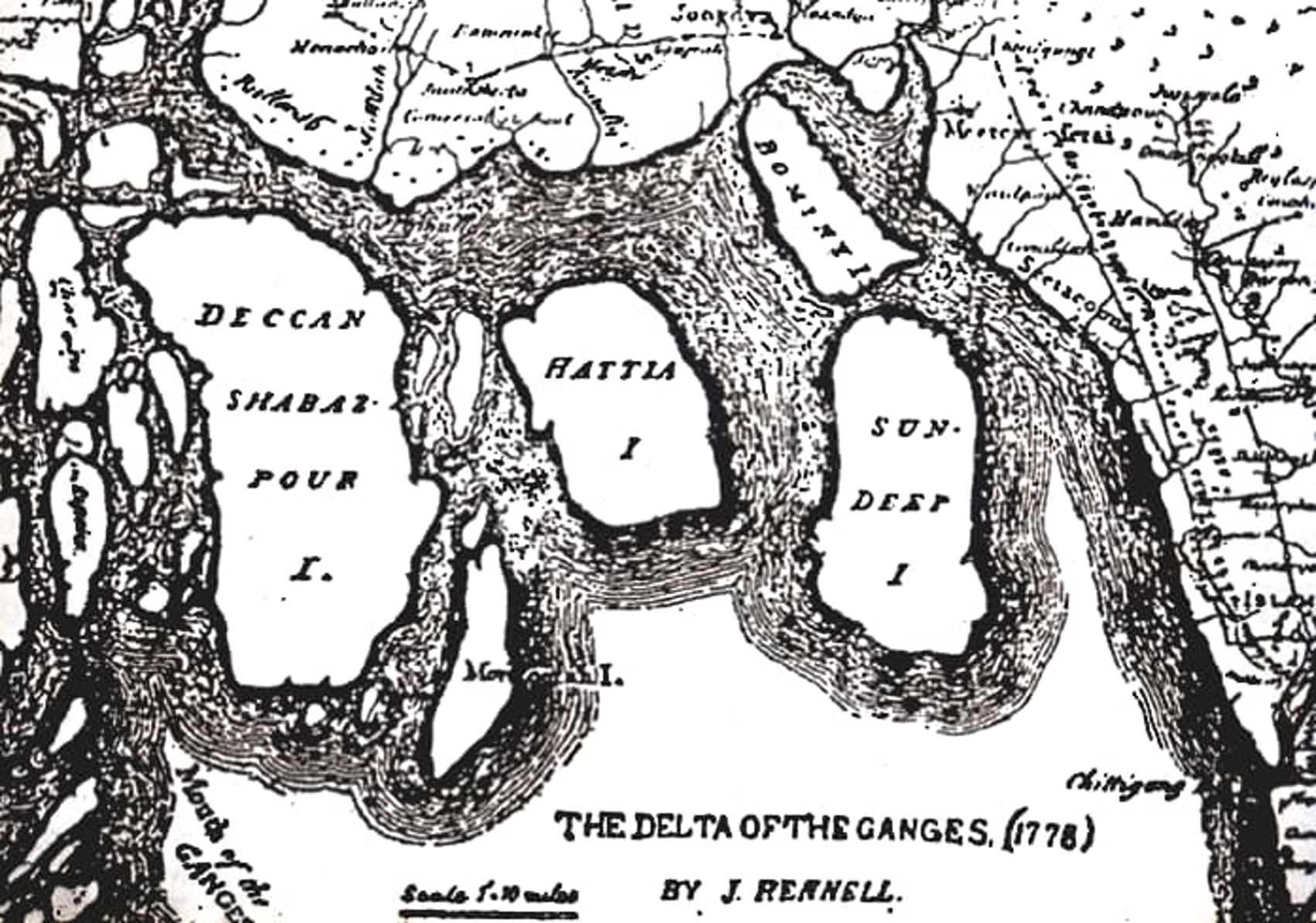
松迪布島出現於1778年英國地理學家詹姆士·倫內爾所繪的恆河三角洲地圖中

十七世紀早期，松迪布島曾先後為葡萄牙人與若開人佔據，1665年蒙兀兒帝國位於孟加拉的穆斯林總督沙伊斯塔汗將若開人逐出，而佔領該島。
松迪布島原本未與孟加拉國的國家電網相連，當地居民只能以柴油發電機自行發電，近年來當地亦有使用太陽能與柴油混合的太陽能板發電。2018年11月，連接松迪布島與吉大港專區本土的海底電纜建設完成，為孟加拉國的首條海底電纜，使該島首次與國家電網連通。

## 圖集

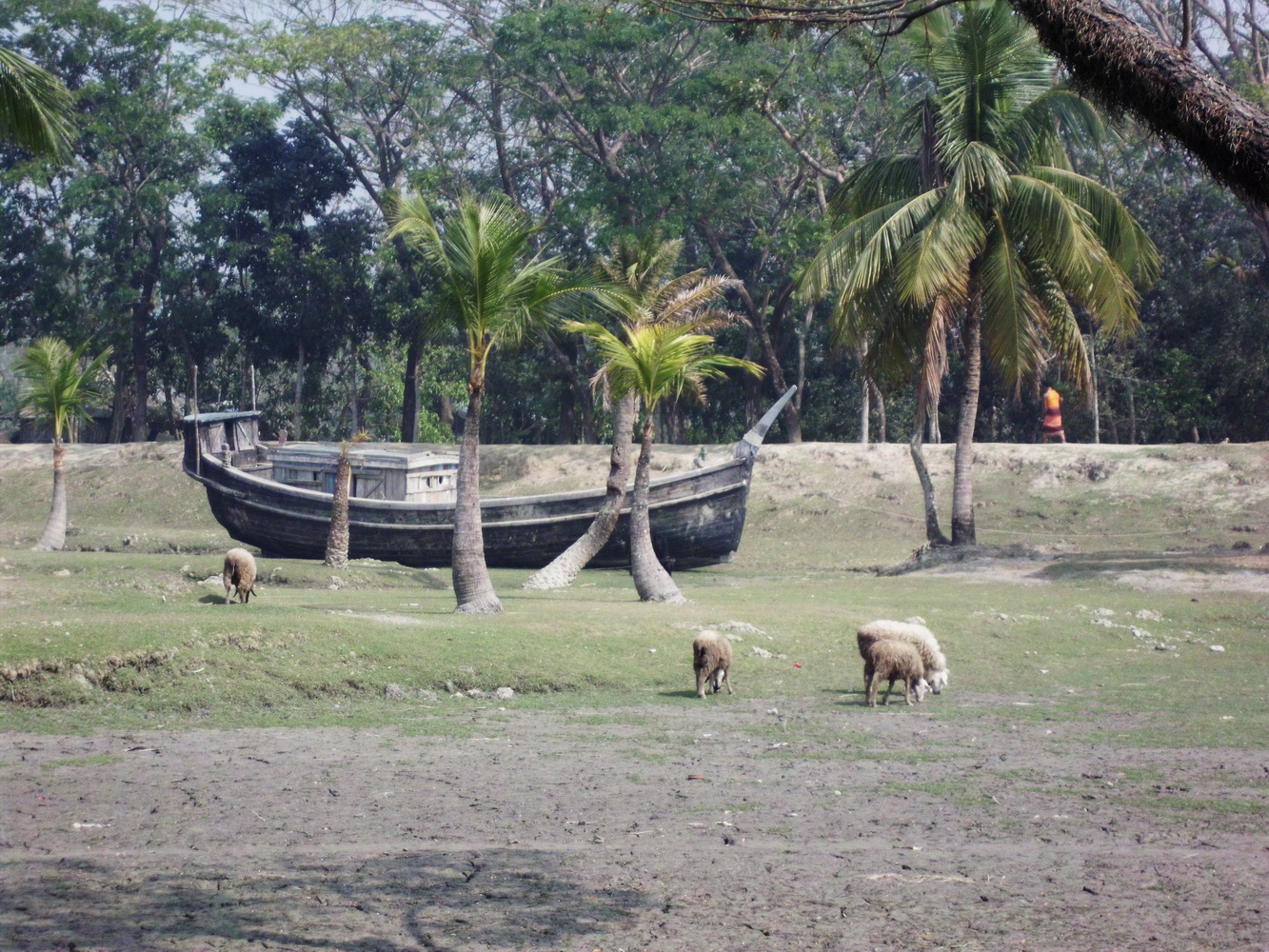
小型船隻
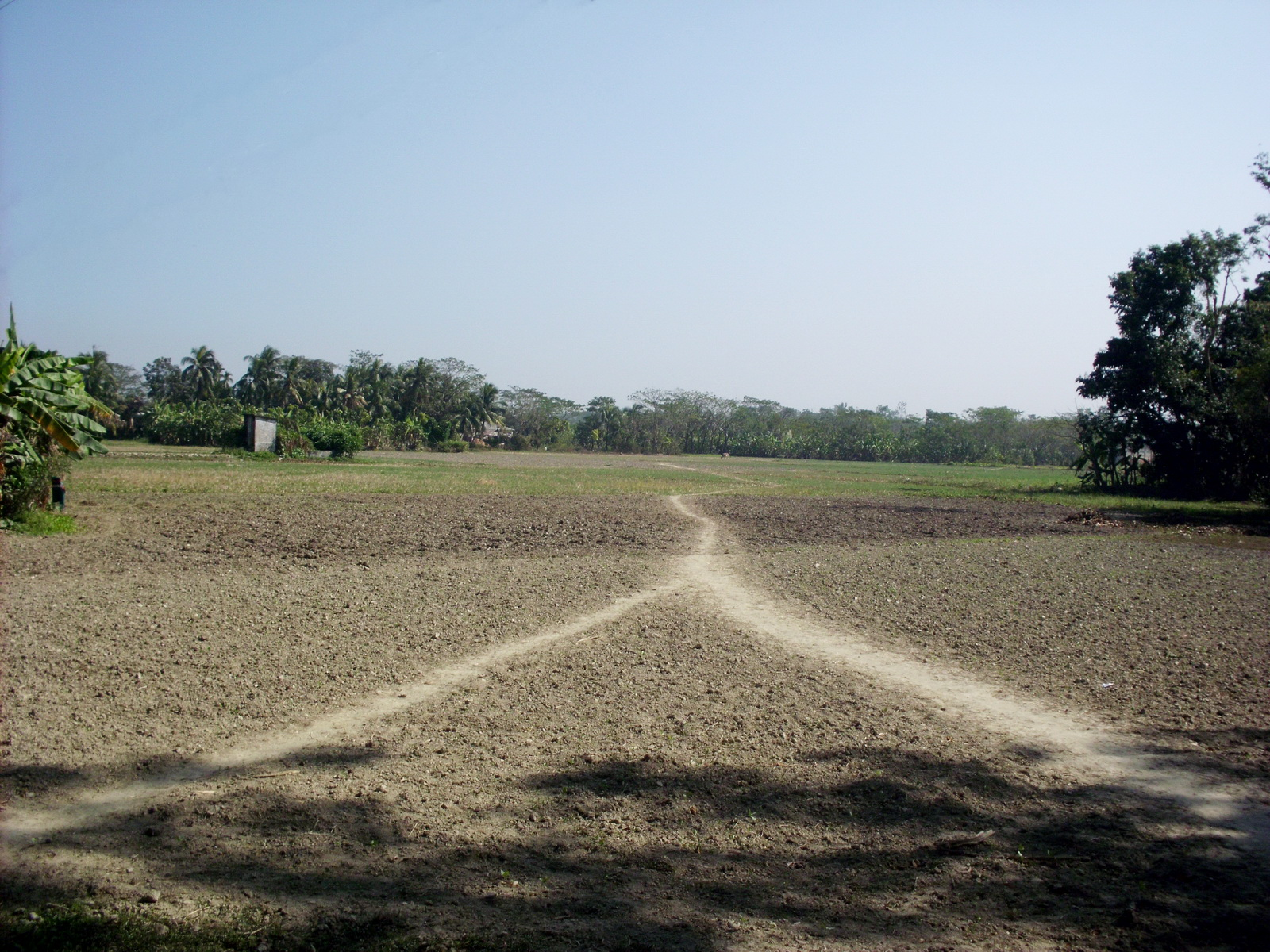
松迪布島鄉間
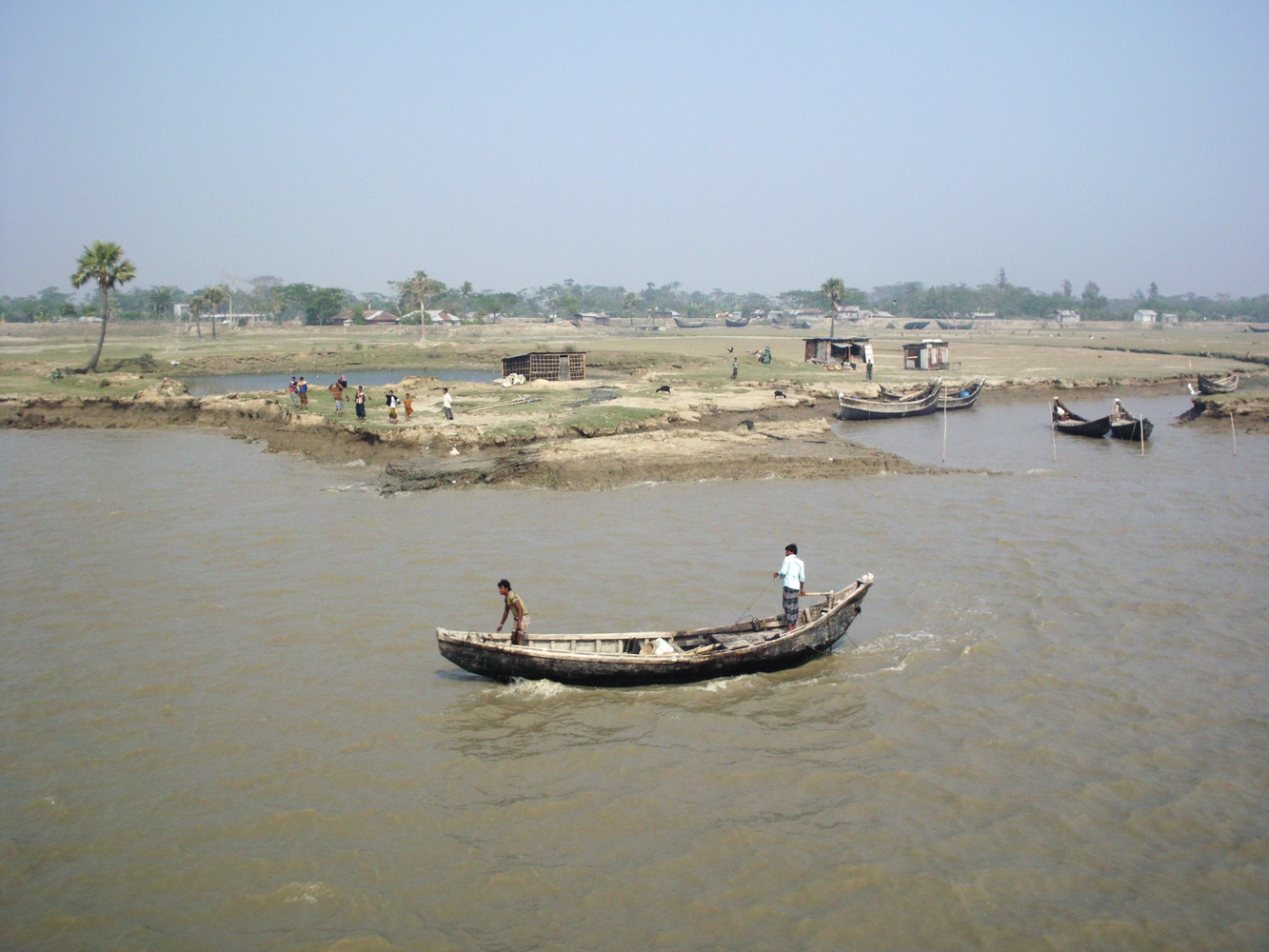
松迪布島海岸
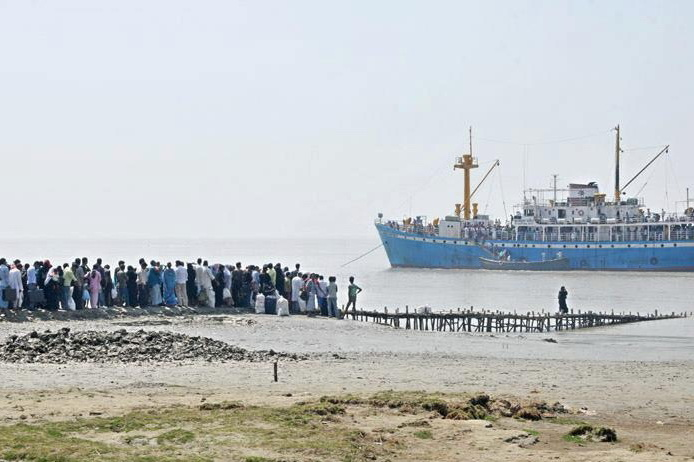
船隻停靠的碼頭